# Georgij Nikolaevič Tasin
Georgij Nikolaevič Tasin (22 marzo 1895 – Kiev, 6 maggio 1956) è stato un regista cinematografico russo.

## Filmografia (parziale)

### Regista
- Alim (1926)[1]
- Il vetturino notturno (1928)[2]
- Nazar Stodolja (1936)
- Karmeljuk (1938)
- Doč' morjaka (1941)